# Sophie Grégoire Trudeau
Sophie Grégoire Trudeau (Montreal, 24 aprile 1975) è una giornalista canadese, ex moglie del 23º Primo Ministro del Canada Justin Trudeau.

## Biografia
Si occupa principalmente di filantropia ed opere di beneficenza, nonché di attivismo attraverso comizi ed eventi sulla questione dei diritti delle donne e dei bambini. È stata anche ambasciatrice per WE Charity.

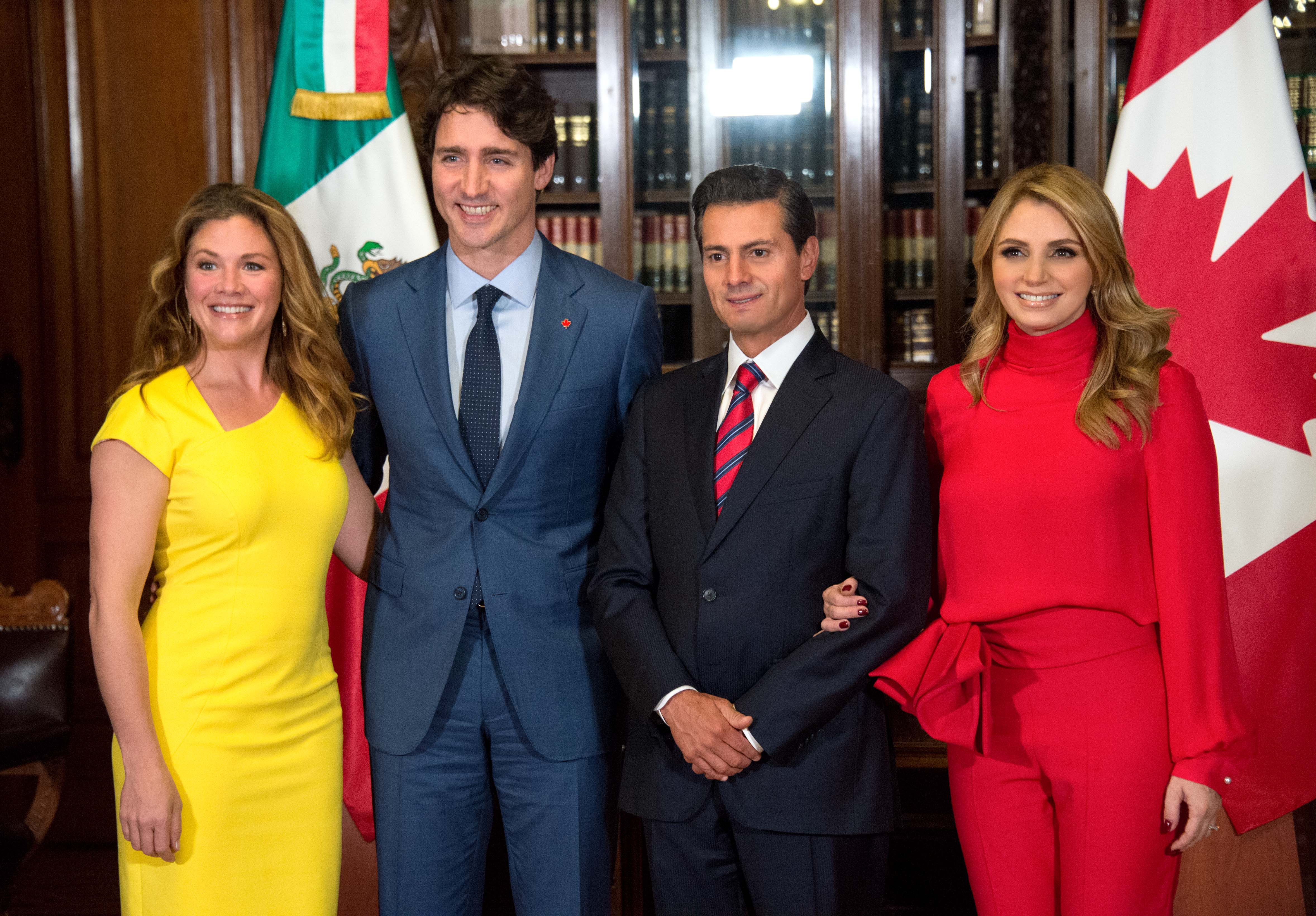
Justin e Grégoire Trudeau insieme al presidente Neto messicano e sua moglie Angélica Rivera

Dopo aver completato i suoi studi Grégoire ha trovato lavoro in una redazione, scrivendo per il telegiornale. In seguito è stata assunta dalla stazione televisiva del Quebec LCN. Grégoire è stato anche co-conduttore del programma mattutino di CKMF Radio.
Nel settembre 2005 ha iniziato a lavorare come reporter per eTalk un programma di notizie di intrattenimento canadese in onda su CTV fino al 2010.